# Resolutie 1584 Veiligheidsraad Verenigde Naties
Resolutie 1584 van de Veiligheidsraad van de Verenigde Naties werd unaniem door de
VN-Veiligheidsraad aangenomen op 1 februari 2005. Deze resolutie
autoriseerde de VN- en de Franse vredeshandhavers om in Ivoorkust controles te doen naar de illegale
invoer van wapens.

## Achtergrond
In 2002 brak er in Ivoorkust een burgeroorlog uit tussen de regering in het
christelijke zuiden en rebellen in het islamitische noorden van het land.
In 2003 leidden onderhandelingen tot de vorming van een regering van nationale eenheid en waren er
Franse- en VN-troepen aanwezig. In 2004 zegden de rebellen hun
vertrouwen in de regering op en namen opnieuw de wapens op. Op 6 november kwamen bij Ivoriaanse
luchtaanvallen op de rebellen ook 9 Franse vredeshandhavers om. Nog die dag vernietigden de Fransen de gehele
Ivoriaanse luchtmacht, waarna ongeregeldheden uitbraken in de hoofdstad Abidjan.

## Inhoud

### Waarnemingen
Opnieuw werden de schendingen van het staakt-het-vuren in Ivoorkust betreurd. Alle partijen moesten
zich onthouden van geweld, vooral tegen buitenlanders.

### Handelingen
Resolutie 1572, die onder meer een wapenembargo oplegde,
werd bevestigd. De UNOCI-missie en de Franse troepen die de missie ondersteunden werden
geautoriseerd om op de uitvoering op de uitvoering van die maatregel toe te zien door onder meer havens,
luchthavens, legerbases en grensovergangen te controleren. Van de partijen in Ivoorkust werd geëist dat ze
UNOCI en de Franse troepen ongehinderd toegang gaven tot deze plaatsen. De Secretaris-Generaal en Frankrijk
kregen het verzoek om onmiddellijk verslag uit te brengen als ze enige hinder ondervonden, zodat er maatregelen konden worden
genomen tegen de hinderende groep.
De Secretaris-Generaal werd voorts gevraagd binnen de 30 dagen
een groep van 3 experts op te zetten om voor 6 maanden informatie over de waarnemingen en wapenstromen te
analyseren en een lijst op te stellen van zij die de maatregelen schonden. Ivoorkust en de rebellengroep
Forces nouvelles werden opgeroepen binnen de 45 dagen een lijst met de wapens in hun bezit te bezorgen.
Ten slotte sprak de Raad nog zijn bezorgdheid uit over de huurlingen die door beide partijen werden ingezet.

## Verwante resoluties
- Resolutie 1528 Veiligheidsraad Verenigde Naties (2004)
- Resolutie 1572 Veiligheidsraad Verenigde Naties (2004)
- Resolutie 1594 Veiligheidsraad Verenigde Naties
- Resolutie 1600 Veiligheidsraad Verenigde Naties

Lijst ·  1581 ·  1582 ·  1583 ·  1584 ·  1585 ·  1586 ·  1587 ·  1588 ·  1589 ·  1590 ·  1591 ·  1592 ·  1593 ·  1594 ·  1595 ·  1596 ·  1597 ·  1598 ·  1599 ·  1600 ·  1601 ·  1602 ·  1603 ·  1604 ·  1605 ·  1606 ·  1607 ·  1608 ·  1609 ·  1610 ·  1611 ·  1612 ·  1613 ·  1614 ·  1615 ·  1616 ·  1617 ·  1618 ·  1619 ·  1620 ·  1621 ·  1622 ·  1623 ·  1624 ·  1625 ·  1626 ·  1627 ·  1628 ·  1629 ·  1630 ·  1631 ·  1632 ·  1633 ·  1634 ·  1635 ·  1636 ·  1637 ·  1638 ·  1639 ·  1640 ·  1641 ·  1642 ·  1643 ·  1644 ·  1645 ·  1646 ·  1647 ·  1648 ·  1649 ·  1650 ·  1651